# Aldo Bonzi
Aldo Bonzi es una ciudad del partido de La Matanza, en la provincia de Buenos Aires, Argentina. Se encuentra totalmente en la Zona Oeste del Gran Buenos Aires.

## Toponimia
Lleva su nombre en honor a quien fuera propietario de las parcelas que actualmente forman este lugar. Aldo Bonzi, con un doctorado en leyes en la Universidad de Turín donde nació, daba comienzo a su vida en Turín (en italiano: Torino), emplazada al noroeste de Italia en el año de 1852.
El destino hace que Aldo Bonzi llegue a la Argentina por febrero de 1896, embarcado en el Buque “Orione” que había zarpado del puerto de Génova. 
Su dedicación comercial hace que hacia los fines del siglo sea parte del consejo directivo de la Cámara Italiana de Comercio; luego de lo cual adquiere los terrenos que luego serían el pueblo topónimo.

## Historia
Es muy interesante observar que en aquella época y simultáneamente con los hechos que conducirían la fundación de la localidad, el Dr. Aldo Bonzi junto con su socio Don Mauricio Andreossi (suizo) adquirían la actualmente denominada “Estancia Isabella” en la provincia de Córdoba por entonces bautizada por ellos como “La Ítalo-Suiza” y la pusieron a trabajar desde la creación de una importante cabaña de Aberdeen Angus, siembras y hasta la construcción de la casa principal, comprada en Milano Italia, traída en barco hasta Buenos Aires, por tren a Del Campillo y con carro de buey hasta su emplazamiento en la estancia. Mientras formaban una sociedad financiera motorizada por el Dr. Bonzi, por entonces soltero, formada por un grupo de nobles y adinerados italianos todos de Milano. En este contexto conseguían explotar los beneficios de “La Ítalo-Suiza”.
Bonzi, propietario de las tierras que hoy forman el partido, decide donar en 1908 las parcelas correspondientes al espacio donde se encuentra la estación ferroviaria otorgando a la firma inglesa Ferroviaria “Midland” ese primer puntal del comienzo de la historia del barrio.
Pocos años después, en 1918 dona 7 lotes para ser utilizados en la edificación de una capilla, casa parroquial y escuela (hoy parroquia Nuestra Señora de las Gracias). 
El primer remate (loteo de las tierras) es llevado a cabo por el Dr. Aldo Bonzi el 28 de junio de 1908. Como lo demuestran documentos que indican un plano oficial donde consta la subdivisión donde actúara el martillero Don Carlos Velardi, según Legajo 247 donde se puede leer: “Según el dueño de estos terrenos del Dr. Aldo Bonzi, el pueblo queda comprendido entre las calles: Ayacucho a Artilleros, Río Bamba hasta el Río Matanza y las calles que quedaron en dicho perímetro han sido escrituradas a la Municipalidad de La Matanza, Agosto 30 de 1917”.
Antes de realizar el loteo donde se remataban las tierras, el lugar era usado como campos de pastoreo, pequeños sembradíos y quintas. Don Carminoti quien fuera el anterior propietario al que Don Bonzi comprara los terrenos había llegado a poseer las tierras comprando las mismas a Don Lino Lagos quien las utilizaba para plantar verduras y fabricar ladrillos en hornos a tal fin. La calle principal y comercial del barrio se llamó “Lino Lagos” homenajeando al primitivo dueño de las tierras.
En un loteo posterior en 1943 se define el remate de tierras de la franja comprendida por las calles Artilleros y Camino de Cintura (que hoy se conoce como Mendeville) que hasta entonces era usada para pastoreo y pertenecía a Don Juan Cristóbal Campion, quien fuera un pionero de la ganadería Argentina.
Inicialmente Aldo Bonzi era llamado “Villa del Prado” y formaba parte de lo que se llamaba “El gran San Justo” y recién con el establecimiento de la estación ferroviaria recibe el nombre de “Aldo Bonzi”.
El 23 de diciembre de 1917 es fundada la “Sociedad de Fomento Aldo Bonzi” y el 25 de diciembre de 1927 (10 años después) se inaugura la parroquia de Nuestra Señora de las Gracias; ambas junto con la estación de trenes impulsan notablemente el crecimiento del barrio junto con la llegada de inmigrantes.

### Estaciones de ferrocarril
- Aldo Bonzi, FFCC Belgrano
- María Sánchez de Mendeville, FFCC Belgrano
- Ingeniero Doctor Manuel Castello, FFCC Belgrano
- Kilómetro 12, FFCC Belgrano
- Agustín de Elía, FFCC Roca

### Población
Según el anterior censo, contaba con 13,410 habitantes (Indec, 2001), siendo la 14° localidad más poblada del partido.

### Límites
Limita con Tapiales ( Vías del Ferrocarril General Julio Argentino Roca), con Ciudad Evita (Camino de Cintura, con La Tablada (.E.de Luca), con Ingeniero Budge Lomas de Zamora y 9 de abril Esteban Echeverría en el Río Matanza

## Lista de Calles
- Almirante Cochrane
- Altolaguirre
- Ana María Janer
- Arozarena
- Artilleros
- Ayacucho
- Blandengues
- Camino de la Ribera Sud
- Camino de la Virgen María
- Castro Barros
- Coronel Cárdenas
- Coronel Fonrouge
- Coronel Forest
- Coronel Somellera
- Cucha Cucha
- Darragueira
- Defensa
- Elías Galván
- Esteban de Luca
- General Nazar
- General Pinedo
- General Pirán
- Gorriti
- Humahuaca
- Húsares
- Isabel la Católica
- José Alico
- Juan Antonio Toll
- Juan Cristóbal Campion
- Juncal
- Libertad
- Lino Lagos
- Luis Guanella
- Marcos Sastre
- Metan
- Migueletes
- Moctezuma
- Monseñor Bufano (Ruta 4)
- Palpa
- Paso de la Patria
- Pastor Lacasa
- Pilcomayo
- Riobamba
- San José
- Teniente General Pablo Ricchieri

## Parroquias de la Iglesia católica en Aldo Bonzi
| Diócesis  | San Justo                     |
| --------- | ----------------------------- |
| Parroquia | Nuestra Señora de las Gracias |